# Neuvy-le-Barrois
Neuvy-le-Barrois is een gemeente in het Franse departement Cher (regio Centre-Val de Loire) en telt 153 inwoners (1999). De plaats maakt deel uit van het arrondissement Saint-Amand-Montrond.

## Geografie
De oppervlakte van Neuvy-le-Barrois bedraagt 36,8 km², de bevolkingsdichtheid is 4,2 inwoners per km².
De onderstaande kaart toont de ligging van Neuvy-le-Barrois met de belangrijkste infrastructuur en aangrenzende gemeenten.

## Demografie
Onderstaande figuur toont het verloop van het inwonertal (bron: INSEE-tellingen).